# روبرت دين (سياسي أمريكي)
روبرت دين (بالإنجليزية: Robert Dean)‏ هو سياسي أمريكي، ولد في 14 فبراير 1954 في غراند رابيدز في الولايات المتحدة. حزبياً، نشط في الحزب الديمقراطي. وقد انتخب عضو مجلس نواب ميشيغان ‏.